# Duke Nukem Advance
Duke Nukem Advance est un jeu de tir à la première personne de la série Duke Nukem, développé par Torus Games pour la Game Boy Advance. Le jeu est sorti le 12 aout 2002 aux États-Unis et le 20 septembre 2002 en Europe.

## Synopsis
Des scientifiques extraterrestres ont pris le contrôle de la Zone 51 et complotent pour la destruction de la Terre, mais Duke Nukem compte bien s'en mêler. Armé jusqu'au dents, égal à lui-même et prêt à utiliser les moyens de transport extraterrestres, Duke porte le combat en quatre lieux différents du monde ; il utilise sans modération des armes surpuissantes et fait usage de violence incontrôlée pour sauver la Terre.

## Accueil
- Jeux vidéo Magazine : 13/20[2]
- Jeuxvideo.com : 16/20[3]